# Gopinath Kallianpur
Gopinath B. Kallianpur (* 16. April 1925 in Mangalore; † 19. Februar 2015) war ein indischer Mathematiker, der sich u. a. mit Stochastik befasste.
Kallianpur studierte an der University of Madras mit dem Bachelor-Abschluss 1945 und dem Master-Abschluss 1946. Danach war er bei D. D. Kosambi am Tata Institute of Fundamental Research und bei S. Minakshisundaram an der Andhra University. 1951 wurde er bei Herbert Robbins an der University of North Carolina at Chapel Hill über stochastische Prozesse promoviert. Als Post-Doktorand war er Lecturer an der University of California, Berkeley und 1952/53 am Institute for Advanced Study. 1953 bis 1956 war er am Indian Statistical Institute (ISI). 1956 bis 1959 war er an der University of Minnesota (als Visiting Associate Professor), danach an der Indiana University als Associate Professor, 1961 bis 1963 Professor an der Michigan State University und ab 1963 Professor an der University of Minnesota. 1976 bis 1979 war er Direktor des ISI. Ab 1979 war er Professor an der University of North Carolina at Chapel Hill, an derer 2001 emeritierte. Danach zog er nach Nashville.
Er befasste sich unter anderem mit Filtertheorie und Finanzmathematik.
Kallianpur war Fellow des Institute of Mathematical Statistics.

## Schriften
- Stochastic filtering theory. Springer Verlag, 1980.
- mit R. L. Karandikar: Introduction to Option Pricing Theory. Birkhäuser, 1999.